# НВК № 2 «Школа-Ліцей» м. Рівне
Рівненський ліцей №2 Рівненської міської ради — експериментальний заклад Міністерства освіти і науки України. Це інноваційний навчальний заклад, що працює в режимі розвитку, динамічно, стабільно створюючи умови для забезпечення рівного доступу до якісної освіти.

## Історія закладу
Приватна гімназія російська кодукаційна (змішана) для молоді православної (раніше: російська середня школа, вона ж - міська чоловіча гімназія, вона ж - перша російська гімназія) відновила роботу восени 1919 р.

Перша російська гімназія 1919 р.

Розташовувалася у старій замковій будівлі кн. Любомирських по вул. Замковій, а в листопаді 1922 р. працювала в приміщені по вул. Олександрівській, 15 (сучасна СШ №3 по вул. Маяковського). Декілька навчальних років (1923-1926) гімназія орендувала приміщення в парку кн. Любомирських, у так званому палацику "на Горці" (сучасна територія більярдного залу в парку ім. Т.Шевченка).
З 1926 р. гімназія розміщувалася в новій шкільній будівлі, спеціально спорудженій на кошти громади Рівного по вул. 13 Дивізії, 53 (на сьогодні будинок не зберігся, на цьому місці по пр. Миру зараз знаходиться магазин "Фокстрот"). Мовою навчання була російська, викладалась польська, французька, німецька, англійська, латинь, а також церковно-слов'янська. Працювали найкращі вчителі - Г.Косміаді, І.Куліш та ін.
Рівненська російська приватна гімназія, яка діяла у міжвоєнний період, увібрала найкращі традиції навчальних закладів, які функціонували у місті ще за царської доби. 
Директорами гімназії у цей період були С.Апошанський, О.Юшкевич, С. Лобачевский.
З приходом на західноукраїнські землі Червоної Армії Рівненська приватна російська гімназія отримала статус державної, а вже у листопаді 1939 року її було перейменовано на СШ №2. У навчальному закладі навчалося 1050 учнів.
С.Лобачевського було переведено на посаду завуча, а директором призначили М. Головатенка. 
Враховуючи значимість навчального закладу та потребу у приміщенні (адже частину будівлі було забрано під військовий шпиталь), СШ №2 отримала споруду по вул. Пушкіна, 4, побудовану 1900 року для жіночої гімназії (сучасна будівля УМВС). Проте частини НКВС витіснили школу з даного приміщення.
У СШ № 2 працювала ще й перша в Рівному вечірня середня школа для дорослих, яку відвідувало до 200 чоловік. 
На базі СШ №2 працював створений у 1940 році Ровенський державний вчительський інститут.
У 1947 році учні СШ №2 продовжують навчання по вул. Сталіна, 30 (сучасна Соборна, 30, де нині розміщується міський відділ освіти).
Цей чотириповерховий будинок був зведений у 1930 р. У 1939- 41 рр. там розміщувалася російська середня школа № 4, а в перші післявоєнні роки - пологовий будинок та окремі житлові помешкання.
На кінець 1949-50 навчального року в школі перебувало 634 учні, з яких 159 добиралося на навчання з навколишніх сіл: Шпанова, Колоденки, Верхова, Бродова.
Директором школи був Г.Яковенко.
На початку 1957-58 навчального року СШ № 2, як найкраща школа міста, перейшла в нове просторе приміщення по вул. Чапаєва, 2 (сучасна вул. 24 Серпня, 2, нині це приміщення частково здане в оренду Рівненській українській гімназії).
У цей період СШ №2 готує спеціалістів споживчої кооперації.
Коли у місті відкрився кооперативний технікум, учні старших класів школи переходять туди. Заклад стає восьмирічним. Статус десятирічки повернеться на початку 70-х.
У 1986 році завдяки праці та наполегливості директора Володимира Музики, старе приміщення школи було реконструйовано з добудовою сучасного корпусу. В школі навчалося 1700 учнів. 
Директорами школи були: В.Музика, В.Чуй, М.Гаргола, П.Бабійчук
У 1996 році заклад орієнтується на профільність навчання. Співпраця з інститутами, експериментальна робота, творчі досягнення вчительського та учнівського колективу поставили школу в ряд найкращих навчальних закладів міста та області.
Директором школи працює А.Нагорний 
У 2000 році школа була реорганізована в Рівненський навчально-виховний комплекс №2 "Школа - Ліцей" Рівненської міської ради.
З 2009 року є експериментальним навчальним закладом Міністерства освіти і науки України.
Таким чином, можна констатувати, що сучасна НВК №2 "Школа-Ліцей" м. Рівного має давні традиції, оскільки ввібрала в себе досвід діяльності відомих на теренах історичної Волині в царську добу Рівненського реального училища, у міжвоєнний період - Російської приватної гімназії, у німецький окупаційний період - школи №2, післявоєнний - СШ №2. 

## Стратегічний напрям діяльності
Створення умов для формування соціально компетентної, духовно багатої, фізично здорової, творчої особистості, яка володіє глибокими знаннями. Утвердження пріоритетів сталого розвитку суспільства.

## Структура навчальної діяльності
- початкова школа (1-4 класи) – 15 класів;
- основна школа (5- 9 класи) – 17 класів;
- старша школа (10-11 класи) – 6 класів.

Станом на вересня у ліцеї навчалося 1468 учнів. На восьми предметних кафедрах закладу працює 102 педагоги.
Ліцей надає освітні послуги:
- державний стандарт освіти;
- профільне навчання (фізико-математичний напрям);
- поглиблене вивчення іноземних мов (англійської, німецької, французької);
- поглиблене вивчення історії.

## Науково-методичне забезпечення
Проведення дослідно-експериментальної роботи всеукраїнського рівня
- тема «Формування духовно-моральних цінностей особистості в умовах реалізації нової моделі школи екологічної культури», яку розпочато у 2009 році під керівництвом Інституту інноваційних технологій і змісту освіти Міністерства освіти, науки, молоді та спорту України. Метою дослідження є пошук нових шляхів удосконалення екологічної освіти та виховання в загальноосвітній школі.

Флагман науки і освіти України

Співпраця школи з науковими установами, вищими навчальними закладами
- Інститут проблем виховання НАПН України
- Інститут інноваційних технологій і змісту освіти Міністерства освіти, науки молоді та спорту України
- Національний технічний університетет „Київський політехнічний інститут”
- Київський національний університет технологій та дизайну
- Національний університет водного господарства та природокористування.

Апробація навчально-методичної літератури

Апробація авторських програм.

Впровадження інноваційних педагогічних технологій 
- технології «Екологія та розвиток»;
- особистісно зорієнтованого навчання;
- інтерактивного навчання;
- методу проектів;
- інформаційно-комп’ютерних технологій (використання мультимедійного проектора, тестових програм для перевірки знань учнів, електронних посібників; доступ до мережі Інтернет);
- анагностичної технології навчання.

Робота пошуково-творчих лабораторій

На базі школи постійно проводяться міські, обласні семінари-практикуми, тренінги, методичні фестивалі

Участь у тренінгах та навчальних програмах
- Участь у тренінговій програмі «Проектний менеджмент» (за підтримки благодійного фонду Ч. Мотта та Фундації імені князів-благодійників Острозьких);
- Курси «Школа – територія прав людини» (за підтримки Української Гельсінської спілки з прав людини спільно з Норвезьким Гельсінським комітетом за фінансової підтримки Норвезького Гельсінського комітету та Міжнародного Фонду «Відродження»).

## Проекти, ініційовані й організовані учнівською молоддю ліцею
- Міський проект «Подаруй лебедину пару місту».
- Міський проект за підтримки єврейської общини м. Рівне «Хесед - Ошер» - «Краплини людської доброти…»;
- Міський проект «Створення шкільного міні-дендропарку».
- Міські відкриті змагання «Кубок вулиць» з міні-футболу серед вуличних команд м. Рівного.
- Щорічні виїзні спортивно – оздоровчі змагання для учнів 3-4 класів;

## Матеріально-технічна база закладу
- лабораторія основ інформатики;
- лекційна зала із мультимедійним забезпеченням;
- сучасні навчальні кабінети;
- методичний кабінет;
- актова зала;
- музей історії закладу;
- клас хореографії;
- добре оснащені спортивні й тренажерні зали,
- спортивний майданчик;
- бібліотека з фондом понад 22 тисячі найменувань.

## Відомі випускники
Хомко Володимир Євгенович — Рівненський міський голова (2008-2020).